# Alīn Jaq
Alīn Jaq (persiska: الین جق) är en ort i Iran.   Den ligger i provinsen Östazarbaijan, i den nordvästra delen av landet, 500 km väster om huvudstaden Teheran. Alīn Jaq ligger 1 332 meter över havet och antalet invånare är 508.
Terrängen runt Alīn Jaq är kuperad åt nordost, men åt sydväst är den platt.Runt Alīn Jaq är det ganska tätbefolkat, med 155 invånare per kvadratkilometer. Närmaste större samhälle är ‘Ajab Shīr, 4,8 km väster om Alīn Jaq. Trakten runt Alīn Jaq består till största delen av jordbruksmark.